# Klášter Lys
Klášter Notre-Dame du Lys býval cisterciácký klášter v centru městečka Dammarie-lès-Lys v departementu Seine-et-Marne.
Ženský klášter byl pravděpodobně založen roku 1244 francouzskou královnou Blankou Kastilskou a Ludvíkem IX. Zakládací listina je však až z června 1248. Roku 1252 zde bylo pohřbeno srdce Blanky Kastilské a klášter podporovali i její vnuci.
V čele kláštera se vystřídala řada urozených abatyší až do Francouzské revoluce, po které zbyly z rozsáhlých klášterních budov působivé ruiny, jež byly dílem stejné stavební huti jako klášter Maubuisson.